# Џирард (Џорџија)
Џирард (Џорџија) (енгл. Girard) град је у америчкој савезној држави Џорџија. По попису становништва из 2010. у њему је живело 156 становника.

## Демографија
Према попису становништва из 2010. у граду је живело 156 становника, што је 71 (31,3%) становника мање него 2000. године.
| Група             | 2000.       | 2010.       |
| Белци             | 129 (56,8%) | 106 (67,9%) |
| Афроамериканци    | 94 (41,4%)  | 49 (31,4%)  |
| Азијати           | 0 (0,0%)    | 0 (0,0%)    |
| Хиспаноамериканци | 4 (1,8%)    | 1 (0,6%)    |
| Укупно            | 227         | 156         |